# Хасан-паша (сын Барбароссы)
Хасан-паша (англ. Hasan Pasha, ок. 1517, Алжир — 1572, Стамбул) — сын Хайр-ад-Дина Барбаросса, трижды бейлербей Алжира и капудан-паша (командующий флотом) Османской империи. Его мать была из морисков. Правитель Алжира начиная с 1545 года.

## Правитель Алжира
Став командующим всего турецкого флота Хайр-ад-Дин Барбаросса назначил правителем Алжира в 1533 году своего помощника Хасанa Агу. В 1545 году, уезжая в Стамбул, Хайр-ад-Дин Барбаросса назначил вместо него правителем Алжира своего сына. В следующем году Хайр-ад-Дин Барбаросса умер в Стамбуле.
Про-оттоманский Алжир был форпостом продвижения Турции дальше на запад северного побережья Африки. От Хасана-паши ожидали бурной завоевательной деятельности. В июне 1545 года Хасан-паша захватил богатый город Тлемсен на северо-западе Алжира, принадлежащий берберской династии Абдальвадидов, оставил там турецкий гарнизон и назначил правителем про-оттоманского султана Мухамеда (англ. Sultan Muhammad).
В 1548 году Хасан-паша был смещён с поста бейлербея султаном Сулейманом I, который поставил во главе Алжира адмирала Османской империи Тургут-реиса. Вскоре, однако, Хасан-паша снова вернулся на должность правителя Алжира; с тем, чтобы быть смещённым в 1552 году под предлогом, что он не сумел распространить власть Турции на Марокко. Он был заменён на Салих-реиса, который немедленно начал кампанию против Марокко, упорно отстаивающего свою независимость. В короткой войне с султаном Марокко Мохаммедом аш-Шейхом Салих-реис занял Фес, но Мохаммед аш-Шейх сохранил независимость от Османской империи.
В 1557 году Хасан-паша снова был назначен бейлербеем Алжира с миссией сломить сопротивление Марокко, которое пошло на антитурецкий союз с Испанией, имевшей свои интересы в северной Африке. Усилиями Хасан-паши правитель Марокко Мохаммед аш-Шейх был убит в октябре 1557 года подосланными про-турецкими агентами. В следующем 1558 году Хасан-паша снова напал на Марокко, но был остановлен армией сына Мохаммеда аш-Шейха Абдаллах I аль-Галиба к северу от Феса в битве у Ущелья ал-Лабан (араб. معركة وادي اللبن‎). Под угрозой наступления испанцев на Алжир из Орана Хасан-паша сразу после сражения погрузил войска на корабли в марокканском порту Кассаса (англ. Qassasa), около Мелильи, и вернулся в Алжир организовывать защиту страны от испанцев. Испанцы атаковали прибрежный город Мостаганем (англ. Expedition of Mostaganem (1558)), но Хасан-паша сумел организовать защиту города, и испанцы потерпели сокрушительное поражение. После этой кампании Хасан-паша был обвинён в конфликте со своими офицерами и в очередной раз отозван в Стамбул.
В следующий раз Хасан-паша был назначен бейлербеем Алжира в 1562 году, когда он возглавил оказавшейся неудачной осаду испанских Орана и Мерс-эль-Кебира (англ. Sieges of Oran and Mers El Kébir).

## Командующий флотом Османской империи
В 1567 году Хасан-паша был призван в Стамбул, где был назначен командующий флотом Османской империи, как и в своё время его отец. В 1571 году он был среди турецких командиров флота в Битве при Лепанто. Хасан-паша умер в Стамбуле в 1572 году.

## Строитель
Хасан-паша был инициатором строительства Мавзолея Сиди Мухаммеда основателем суфийского тариката (религиозного братства) Рахмания, считающегося одним из семи святых покровителей Алжира. 